# Tomáš Řepka
Tomáš Řepka (ur. 2 stycznia 1974 w Slavičínie) – czeski piłkarz występujący na pozycji obrońcy.
Řepka rozpoczynał karierę w Baníku Ostrawa, w tym klubie występował przez pięć lat, od roku 1990 do 1995. Później nadszedł czas na transfer do Sparty Praga, w stolicy Czech występował przez kolejne trzy sezony. Tam spisywał się na tyle dobrze, że napłynęła oferta z włoskiej Fiorentiny. We włoskiej Serie A występował do roku 2001, kiedy to podpisał kontrakt z West Ham United. W tamtych czasach zawodnik kosztował rekordowe 5,5 mln £. Řepka z miejsca stał się ulubieńcem tamtejszej publiczności, która nadała mu przydomek ‘Super tom’. Obrońca z Czech stworzył dobry duet z Christianem Dailly, w pierwszym sezonie Řepka otrzymał 10 żółtych kartek. Jednak od kiedy menadżerem West Hamu został Alan Pardew to Czech rzadziej występował w pierwszym składzie. Dlatego też w roku 2006 postanowił powrócić do rodzinnego kraju, po raz drugi w swojej karierze związał się ze Spartą Praga. W 2011 roku przeszedł do Dynama Czeskie Budziejowice.
Tomáš Řepka zadebiutował w reprezentacji Czech w czerwcu 1993 roku w meczu z Wyspami Owczymi, w kadrze wystąpił w 45 meczach, strzelił jednego gola. W roku 2001 po przegranym meczu barażowym z Belgią w eliminacjach MŚ postanowił zakończyć karierę reprezentacyjną. Razem z reprezentacją Czech wystąpił na Euro 2000.